# World Full-Contact Organization
Die World Full-Contact Organization (W.F.O.) ist eine internationale Kampfsport- und Kampfkunstorganisation. Sie bietet eine große Bandbreite an Training, Graduierungsmöglichkeiten, Lizenzen, Meisterschaften und alle damit zusammenhängenden Dienste dieses Bereichs für Kickboxen, Ju-Jitsu, Brasilianisches Jiu-Jitsu, Judo, Taekwon-Do, Karate, Sambo (Combat-Sambo), Wing Chun und andere Stile an.
Die Organisation trug früher den Namen International Fighting Organization (I.F.O.), welche 1968 in Tampa (USA) gegründet worden war. Verschiedene bekannte Persönlichkeiten der internationalen Kampfsportszene, hauptsächlich die amerikanischen und europäischen Gründerväter des Kickboxens, waren Mitglieder während der frühen Jahre der Organisation. Im Jahre 1995 wurde schließlich der Name der Organisation geändert, nachdem es zu einigen Unstimmigkeiten zwischen Vorstandsmitgliedern bezüglich der Politik gegenüber anderen Kampfsport- und Kampfkunstorganisationen gekommen war. Hierbei war besonders die Anerkennung von Gürtelgraduierungen heftig umstritten. Ein Zweig des Verbandes entschied sich dazu, den Namen und die Organisationsstruktur der I.F.O. beizubehalten und erkannte grundsätzlich keine Graduierungen an, die bei einer anderen Organisation erworben worden waren. Jedes neue Mitglied, das der I.F.O. beitrat, war somit gezwungen, wieder mit der Anfängerstufe, dem weißen Gürtel zu beginnen. Es wurde versucht, die gesamte Verbandsstruktur vermehrt zu kommerzialisieren. Darüber hinaus war es den Mitgliedern nicht erlaubt, an offenen Meisterschaften anderer Verbände teilzunehmen. Nach dieser Entscheidung entschied sich jedoch die Mehrheit der Mitglieder dazu, die I.F.O. geschlossen zu verlassen, um einen eigenen Verband zu gründen, der auf breiter Basis Graduierungen anderer Organisationen anerkennt, wenn sie den bisherigen Standards der I.F.O. entsprechen. 
Im Gegensatz zu der neuen I.F.O.-Politik wurden Teilnahmen an offenen Turnieren auf breiter Basis gefördert und bis heute sind die meisten Mitglieder der W.F.O. gleichzeitig Mitglieder anderer Verbände wie u. a. der WAKO oder der WKA. Viele W.F.O.-Mitglieder nehmen an Turnieren dieser und anderer Organisationen teil und konnten verschiedene Titel in unterschiedlichen Künsten, besonders im Kickboxen, Ju-Jitsu, Sambo und Karate gewinnen. Im Jahr 1999 wurde der konkurrierende I.F.O.-Zweig des Verbandes offiziell aufgelöst. Es existiert ein breites Kooperationsnetzwerk mit anderen Verbänden. 
Die W.F.O. ist weithin anerkannt und angesehen, basierend auf ihren kontinuierlich hohen Qualitätsstandards. Ihre Mitglieder sind weithin anerkannte Kampfsportler und -künstler. Dadurch und wegen der stets kooperativen Haltung des internationalen Komitees steht ihnen die Teilnahme an vielen verschiedenen offenen Meisterschaften anderer Organisationen offen. Im Frühjahr des Jahres 2000 konnte eine enge Zusammenarbeit mit der „Universal Kickboxing Promotion“ etabliert werden, welche für die Veranstaltung hochwertiger Kickboxgalas und Meisterschaften im Karate-Bruchtest bekannt sind. Durch den starken Einfluss britischer Repräsentanten und Komitee-Mitglieder auf den Vorstand in den frühen 1990er Jahren existieren derzeit zwei gültige und registrierte alternative Schreibweisen des Verbandsnamens: World Full-Contact Organization und World Full-Contact Organisation. 
Der derzeitige Hauptsitz ist in Key West (USA) mit Repräsentanten in fast allen Staaten der Erde. Außerdem gibt es kontinentale Repräsentanten für Nordamerika, Südamerika, Asien, Europa, Australien und Afrika. Der derzeitige internationale Präsident des Verbandes und Vorsitzender des internationalen Komitees ist Professor A. Milec, 10. Dan Combat-Sambo (Serbien).